# Jacques Werup
Jacques Tore Werup, född 14 januari 1945 i Karoli församling i Malmö, död 12 november 2016 i Malmö, var en svensk författare, poet, manusförfattare och musiker.

## Biografi
Jacques Werup tillhörde en matthandlarsläkt från Malmö. Han var son till direktören Carl Tore Werup och Douda, ogift Nessim, samt systerson till företagsledaren Nils Nessim och kusin till hälsoföretagaren Mona Tumba. Konstnären Suzanne Nessim är moderns halvsyster. Efter akademiska studier blev han 1971 filosofie magister i Lund.
Werup var barndomskamrat med Mikael Wiehe och Göran Skytte och var i likhet med dem i unga år jazzmusiker, bland annat tillsammans med Frans Sjöström i Werup-Sjöströmgruppen. Han debuterade som författare 1971 och startade tillsammans med Lasse Söderberg Cabaret Fredagsbarnen i Malmö 1972. Tillsammans med Rolf Sersam bildade han 1973 musikgruppen Storm. Under 1980-talet fortsatte samarbetet med Sersam, som lyhört tonsatte hans poesi och känsligt ackompanjerade hans sång. Detta resulterade i en rad föreställningar och flera skivor. Werup samarbetade även med kompositören Michael Saxell, bland annat poesi/musikkonsertturnéerna "Gör mig lite levande" med Lill Lindfors och "En känsla av ljus" med Mats Ronander. Han har även arbetat med kompositören Thomas Lindahl i verket "Provinsens Ljus" som Werup och Sinfonietta Syd framförde mer än 150 gånger. Under en rad år bodde Werup i den parisiska stadsdelen Belleville, och fick i sent 1970-tal Malmöhus läns landstings kulturstipendium. Under denna tid skrev han även kulturjournalistik i Sydsvenska Dagbladet. 
Werup delade 1997 Ferlinpriset med Ola Magnell och tilldelades 2003 ensam av Svenska Akademien Stipendiet till Harry Martinsons minne. Tilldelades Litteraturfrämjandets stora romanpris 1980. Han fick Ystads kommuns kulturpris 2006.
Jacques Werup var från 1981 till sin död gift med översättaren Marie Werup (född 1952), dotter till företagsledaren Lars Ungerth och Jorunn Liebig-Ungerth. Han har två döttrar.

## Filmmanus och TV-manus
- 1972 – N.P. Möller, fastighetsskötare
- 2001 – Så vit som en snö

## Diskografi
- 1963 – Diga Diga Doo (med Martinique Stompers)
- 1970 – Club Jazz 1 (med Werup-Sjöströms kvartett)
- 1973 – Makten och härligheten (med Werup-Sjöströmgruppen)
- 1974 – Stormvarning (med Storm)
- 1975 – Storm at the Top (med Storm)
- 1977 – Casanova i Mjölby (med Storm)
- 1981 – Brev i natten (med Rolf Sersam)
- 1983 – Kärlek mellan krigen (med Rolf Sersam)
- 1985 – Den sjunde vintern (med Rolf Sersam & Auloskvintetten)
- 1987 – Stjärnan i periferin (med Rolf Sersam & Freskkvartetten)
- 1991 – Provinsens ljus (med Thomas Lindahl & Sinfonietta Syd)
- 1994 – Året då natten var kort (med Mulle Holmqvist)
- 1998 – Ljudet av rullande stenar (med Mulle Holmqvist)
- 1999 – Kosmisk adress (med Rolf Sersam, Håkan Hardenberger & Vox Nova)
- 2004 – Gör mig lite levande (med Lill Lindfors)
- 2005 – Sken (med Michael Saxell)
- 2008 – Wiehe & Werup (med Mikael Wiehe)

## Priser och utmärkelser
- 1974 – Albert Bonniers stipendiefond för yngre och nyare författare
- 1977 – Stig Carlson-priset
- 1980 – Litteraturfrämjandets stora romanpris
- 1989 – Piratenpriset
- 1991 – Lengertz litteraturpris
- 1993 – Sydsvenska Dagbladets kulturpris
- 1995 – Malmö stads kulturpris
- 1996 – De Nios Vinterpris
- 1997 – Ferlinpriset
- 2001 – Guldbaggen för bästa manuskript för Så vit som en snö
- 2003 – Stipendium till Harry Martinsons minne
- 2006 – De Nios Stora Pris
- 2006 – Ystads kommuns kulturpris
- 2010 – Wahlström & Widstrands litteraturpris